# مسجد سارو تقي
مسجد سارو تقي هو مسجد تاريخي يعود إلى عصر الدولة الصفوية، ويقع في أصفهان.